# Districte de Bago
El districte de Bago (districte de Pegu fins al 19 de juny de 1989) és una divisió administrativa de Birmània, a la divisió de Bago o divisió de Pegu. La capital és la ciutat de Pegu o Bago.

## Administració
Està format per vuit townships:
- Bago
- Thanaptin
- Kawa
- Waw
- Nyaung Lay Bin
- Kyauk Da Gah
- Daik Ue
- Shwe Gyin

## Història
La llegenda atribueix la fundació de Pegu a Thamala i Wimala, fills d'un rei dels talaing de Thaton (any 573). El fill gran Thamala fou proclamat rei i des del començament fou un centre important del poder mon, ocupant el lloc de l'antiga Thaton; sovint als talaings se'ls va anomenar peguans. De la història de Pegu es coneix poca cosa fins al segle xv; hi va haver diverses guerres amb els birmans i per dos segles i mig els talaings van estar sota dominació d'aquest poble. El 1385 Razadirit, un dels grans reis talaings, va arribar al tron i va estar en guerra constant però abans de morir el 1422 va trobar temps per dedicar-se a la religió i a les bones obres, i per reorganitzar el regne.
El 1534 Pegu fou assetjada per Tabin Shweti, rei de Toungoo, que finalment la va capturar. Tabin Shweti va regnar deu anys a Pegu, on va construir nombroses pagodes a la ciutat i rodalia en el que abui és el districte. A la seva mort un dels seus generals, Bayin Naung, que va agafar el nom de Sinbyumyashin (El senyor de molts elefants blancs), es va apoderar de tota la vall del Sittang. Cesare de Frederici va visitar Pegu el 1569 i va escriure sobre aquest rei: "l'emperador té 26 reis coronats tributaris i pot posar sobre el camp a un milió i mig d'homes que no mengen gairebé res més que aigua i sal i van arreu on se'ls envia. Per població, dominis, or i plata excedeix el poder del Gran Turc en tresor i força". A la seva mort el 1581 els grans territoris de Sinbyumyashin van passar al seu successor però a manca de la seva guia l'imperi aviat es va desmembrar en nombrosos petits principats.
Pegu va passar a mans dels birmans d'Ava al començament del segle xvii i no fou fins al 1740 que la dinastia dels talaing fou revisculada. Smim Htaw Buddhaketi (1740-1747) i Binnya Dala (1747 - 1757) van governar disset anys fins que la ciutat fou capturada altre cop pels birmans pel rei Alompra (Akungpaya). Pegu va quedar enfosquida per la nova ciutat fundada pel rei conqueridor, Yangon i Pegu va deixar de ser rellevant a la història.
Durant la primera Guerra Anglo-birmana hi va haver enfrontaments al que després fou el districte de Pegu; el comandant birmà es va retirar de Rangoon cap a Pegu el 1825 però la població es va revoltar i va entregar la ciutat als britànics. A la segona Guerra Anglo-birmana els birmans la van defensar més obstinadament; el juny de 1852 les defenses foren derrotades per una força dirigida pel major Cotton i el comandant Tarletton, i les provisions foren destruïdes i l'armament capturat. Els habitants mons de la ciutat van quedar encarregats de la defensa però no la van poder conservar quan els britànics es van retirar i els birmans van recuperar la zona i van establir fortes defenses al llarg del riu. El novembre de 1852 una força sota el brigadier Mc Neill fou enviada des de Rangoon i va recuperar la ciutat després de forta lluita i algunes baixes; part de les tropes foren retirades i va quedar una guarnició de 500 homes sota el major Hill; retirada la força principal, els birmans van atacar i no es van retirar fins que va arribar una força considerable d'ajut. Com a resultat de la guerra la província birmana de Pegu va passar als britànics i va formar el districte d'Hanthawaddy que amb les províncies adquirides el 1826 (Arakan i Tenasserim) va constituir el comissionariat de la Baixa Birmània, amb Rangoon com a capital.
El districte es va formar el 1883 amb els townships de Kyauktan, Paunglin (després Hlegu), Pegu (després Kawa i Payagale), i Pagandaung (després Thabyegan) del districte d'Hanthawaddy (del que la ciutat de Rangoon havia estat separada el 1879 amb efectes el 1880). El 1895 els townships de Pyuntaza i Nyaunglebin foren transferits des del que aleshores era el districte de Shwegyin, i els townships de Kyauktan i Thabyegan foren retornats a Hanthawaddy.
Fou un districte de la divisió de Pegu (moderna divisió de Bago) a la Baixa Birmània amb una superfície d'11.075 km². Limitava al nord amb el districte de Toungoo del que el separava el riu Kun; aquest riu formava el límit est; a l'oest limitava amb el Pegu Yoma (muntanyes Pegu); i al sud amb el districte d'Hanthawaddy. Els rius principals eren el riu Pegu, el Ngamoyeik o Pazundaung, i el Sittang. El canal Pegu-Sittang es va construir per unir als dos rius. Rius menors eren el Kyeingyaung, el Yenwe, i el Pagangwe, tots perennes. La població era:
- 1872: 110.875 (agafant del cens les zones del futur districte)
- 1881: 184.815 (agafant del cens les zones del futur districte)
- 1891: 237.594
- 1901: 339.572

Administrativament hi havia dos subdivisions i cinc townships (cadascun sota un myo-ok):
- Pegu (sota un subcomissionat):
  - Hlegu
  - Kawa
  - Payagale
- Nyaunglebin (sota un subcomissionat extraordinari)
  - Pyuntaza
  - Nyaunglebin (Nyaung Lay Bin)

Els townships formaven 11 cercles o thugys per efectes de recaptació, però les seves funcions van passar progressivament als caps de poble que n'hi havia 531. L'única ciutat era Pegu, capital del districte, i només Nyaunglebin (comitè urbà) tenia més de cinc mil habitants. La majoria de la població (305.000) era budista; els cristians eren 9.000 (8885 natius), els musulmans 4.800 i els hindús (emigrants tàmils) 18.500. La llengua principal era el birmà (83%) seguit del karen i el món. Les ètnies principals eren els birmans (223.500), els mons (45.000) i karens (33.000). El 68% de la població vivia de l'agricultura.

## Arqueologia
- Pagodes a Pagan i rodalia
- Payagyi, 15 km al nord de Pegu, amb una gran pagoda construïda per Nga Ya Gu, fill d'un ministre d'un antic rei de Pegu